# Tableau des médailles des Jeux olympiques d'hiver de 2018
Le tableau des médailles des Jeux olympiques d'hiver de 2018 donne le classement des nations par nombre de médailles d'or, d'argent et de bronze remportées aux Jeux olympiques d'hiver de 2018, tenus du 9 au 25 février 2018 à PyeongChang, en Corée du Sud.

## Tableau des médailles
Le tableau du classement des médailles par pays se fonde sur les informations fournies par le Comité international olympique (CIO) et est en concordance avec la convention du CIO relative aux classements des médailles. Par défaut, c’est le classement suivant le nombre de médailles d'or remportées par pays (à savoir une entité nationale représentée par un Comité national olympique) qui prévaut. À nombre égal de médailles d'or, c'est le nombre de médailles d'argent qui est pris en considération. À nombre égal de médailles d'argent, c'est le nombre de médailles de bronze qui départage deux nations. En cas d’égalité, toutes médailles confondues, les nations occupent le même rang dans le classement et sont listées par ordre alphabétique.
Compte tenu de la première place ex aequo de l'Allemagne et du Canada en bob à deux hommes, il y a un total de 103 médailles d'or pour 102 compétitions. De ce fait, il devrait y avoir une médaille d'argent en moins (101) mais la deuxième place ex aequo de l'Allemagne et de la Corée du Sud en bob à quatre hommes ajoute une médaille d'argent, ce qui fait un total de 102. Le nombre de médailles de bronze devrait alors être de 101 mais la troisième place ex aequo en ski de fond – 10 kilomètres femmes entre les sportives finnoise et norvégienne ajoute une médaille supplémentaire.

## Classement

- Pays organisateur ( Corée du Sud)

| Rang  | Nation                        | Or  | Argent | Bronze | Total |
| ----- | ----------------------------- | --- | ------ | ------ | ----- |
| 1     | Norvège                       | 14  | 14     | 11     | 39    |
| 2     | Allemagne                     | 14  | 10     | 7      | 31    |
| 3     | Canada                        | 11  | 8      | 10     | 29    |
| 4     | États-Unis                    | 9   | 8      | 6      | 23    |
| 5     | Pays-Bas                      | 8   | 6      | 6      | 20    |
| 6     | Suède                         | 7   | 6      | 1      | 14    |
| 7     | Corée du Sud                  | 5   | 8      | 4      | 17    |
| 8     | Suisse                        | 5   | 6      | 4      | 15    |
| 9     | France                        | 5   | 4      | 6      | 15    |
| 10    | Autriche                      | 5   | 3      | 6      | 14    |
| 11    | Japon                         | 4   | 5      | 4      | 13    |
| 12    | Italie                        | 3   | 2      | 5      | 10    |
| 13    | Athlètes olympiques de Russie | 2   | 6      | 9      | 17    |
| 14    | République tchèque            | 2   | 2      | 3      | 7     |
| 15    | Biélorussie                   | 2   | 1      | 0      | 3     |
| 16    | Chine                         | 1   | 6      | 2      | 9     |
| 17    | Slovaquie                     | 1   | 2      | 0      | 3     |
| 18    | Finlande                      | 1   | 1      | 4      | 6     |
| 19    | Grande-Bretagne               | 1   | 0      | 4      | 5     |
| 20    | Pologne                       | 1   | 0      | 1      | 2     |
| 21    | Hongrie                       | 1   | 0      | 0      | 1     |
| 21    | Ukraine                       | 1   | 0      | 0      | 1     |
| 23    | Australie                     | 0   | 2      | 1      | 3     |
| 24    | Slovénie                      | 0   | 1      | 1      | 2     |
| 25    | Belgique                      | 0   | 1      | 0      | 1     |
| 26    | Espagne                       | 0   | 0      | 2      | 2     |
| 26    | Nouvelle-Zélande              | 0   | 0      | 2      | 2     |
| 28    | Kazakhstan                    | 0   | 0      | 1      | 1     |
| 28    | Lettonie                      | 0   | 0      | 1      | 1     |
| 28    | Liechtenstein                 | 0   | 0      | 1      | 1     |
| Total | Total                         | 103 | 102    | 102    | 307   |

## Records
Avec quinze médailles olympiques, la fondeuse norvégienne Marit Bjørgen établit un nouveau record de médailles dans l’histoire des Jeux olympiques d'hiver. Elle égale au passage ses compatriotes, le biathlète Ole Einar Bjørndalen et le fondeur Bjørn Dæhlie, pour le record du nombre de titres avec 8 médailles d’or.
La Tchèque Ester Ledecká devient la première athlète de l'histoire des Jeux olympiques d'hiver à gagner la médaille d'or dans deux sports différents (ski alpin et snowboard) au cours de la même édition.
Quintuple champion olympique, le biathlète français Martin Fourcade devient l'athlète français le plus titré aux Jeux olympiques, été et hiver confondus. Il dépasse ainsi les escrimeurs Lucien Gaudin et Christian d'Oriola, quatre fois champions olympiques, respectivement dans les années 1920 et 1950.
Avec 39 médailles, la Norvège bat le record de médailles aux Jeux olympiques d'hiver obtenu par un pays, précédemment détenu par les États-Unis aux Jeux olympiques de 2010 (37).
La Hongrie est le seul pays à remporter un titre olympique pour la première fois lors des Jeux d'hiver. Trente pays, soit quatre de plus qu'à Sotchi, remportent une médaille.